# Bad Windsheimer Roland

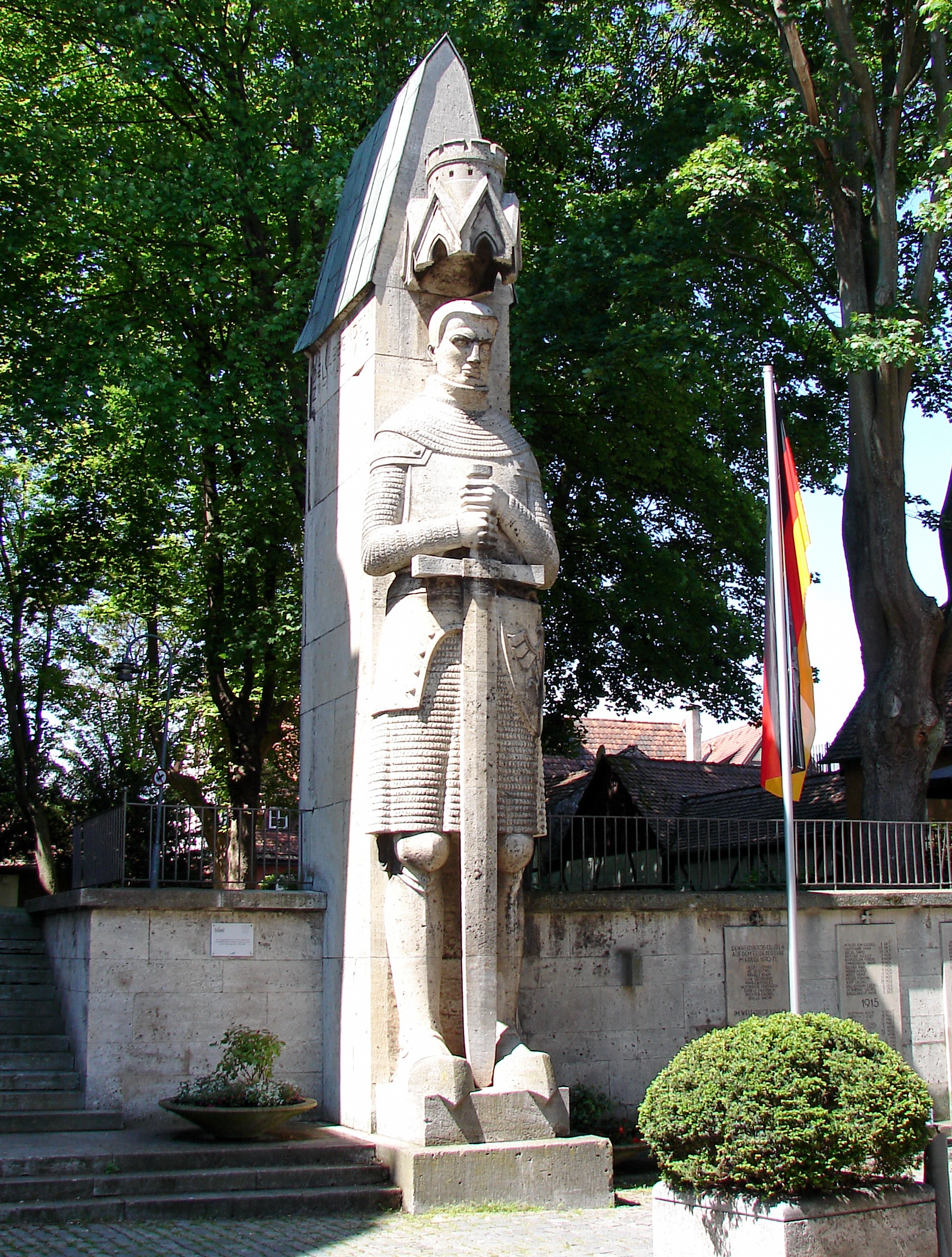
Bad Windsheimer Roland

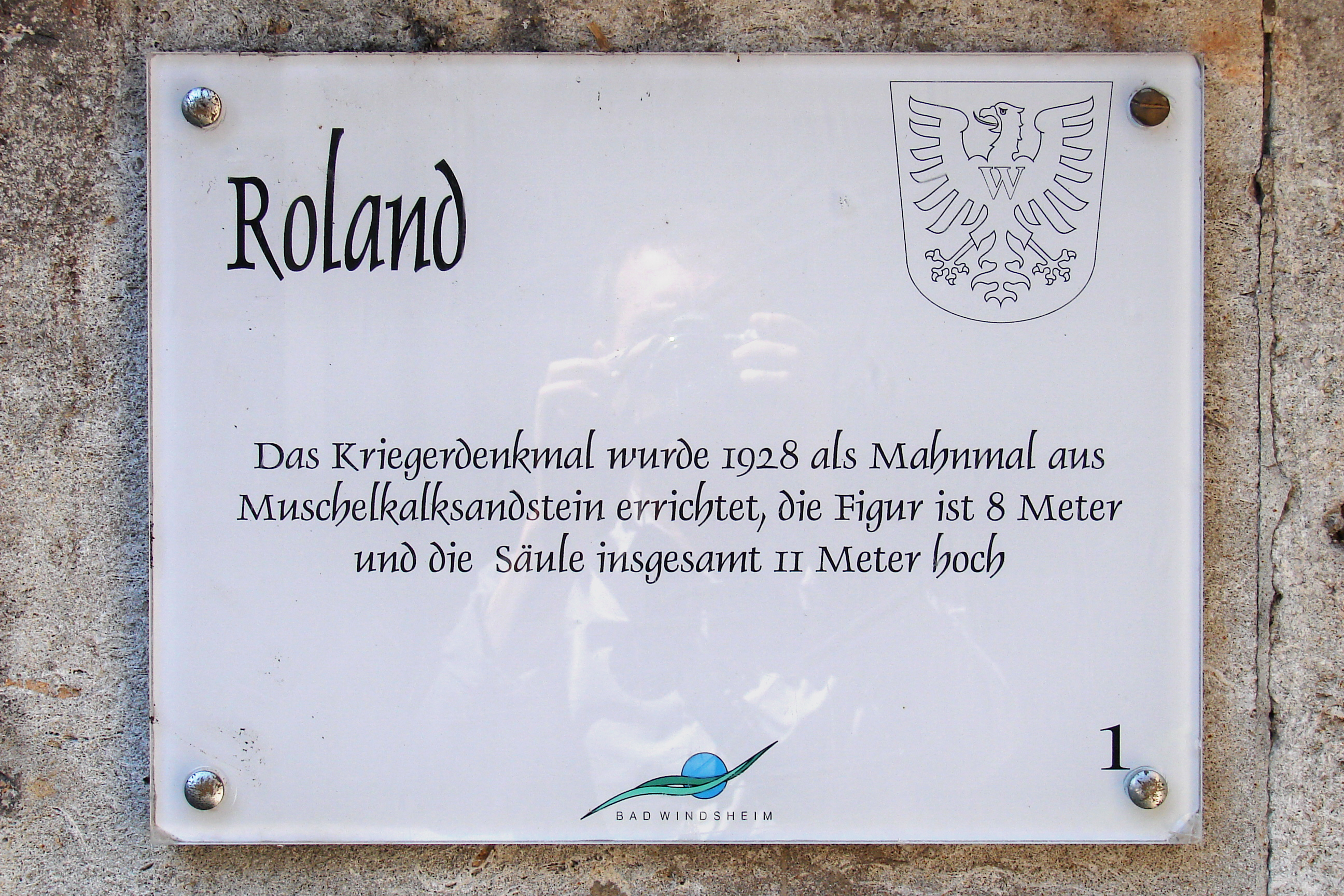
Hinweistafel

Der Bad Windsheimer Roland ist ein Kriegerdenkmal in Bad Windsheim, auf dem Marktplatz bei der Kilianskirche.

## Geschichte
Das am 16. September 1928 eingeweihte Kriegerdenkmal für die Gefallenen des Deutsch-Französischen Krieges 1870/71 und des Ersten Weltkriegs zeigt die an ein Roland-Standbild erinnernde Pfeilerfigur eines Ritters. Die Bezeichnung „Roland“ ist streng genommen irreführend, weil damit ein Standbild eines Ritters in Rüstung und mit bloßem Schwert gemeint ist, wie sie im Mittelalter als Sinnbild für bestimmte Stadtrechte errichtet wurden. Die Bad Windsheimer Skulptur erinnert stattdessen an Kriegstote und ist noch relativ jung.
In einem schon 1919 durchgeführten Wettbewerb für das Kriegerdenkmal wurden 31 Entwürfe eingereicht. Der gemeinsame Wettbewerbsentwurf des Nürnberger Bildhauers Philipp Widmer (1870–1951) und des Nürnberger Architekten Fritz Mayer wurde ausgewählt und 1927–1928 von M. Waldmann ausgeführt.

## Beschaffenheit
Das Kriegerdenkmal ist insgesamt elf Meter hoch. Die acht Meter hohe Skulptur aus Crailsheimer Muschelkalk stellt einen Ritter dar, der ein mit der Spitze auf den Boden aufgesetztes Schwert in beiden Händen vor sich hält. An der rechten Seite ist das Windsheimer Wappen in die Rüstung eingearbeitet. Eine später ergänzte Tafel erinnert an die Gefallenen des Zweiten Weltkriegs. Die linke Seite des Baldachins trägt den Schriftzug „Den Lebenden zur Mahnung“.